# Peter Li Hongye
Peter Li Hongye (6. januar 1920 i amtet Gong i Henan i Kina – 23. april 2011) var en kinesisk katolsk undergrundsbiskop.
Han var biskop af det katolske bispedømme Luoyang i provinsen Henan i Folkerepublikken Kina. Han døde brat under påskevigilieliturgien.
Han studerede til præst i årene 1937-1943 ved præsteseminaret i Kaifeng, og blev præsteviet 22. april 1944. Han blev sognepræst i Yanshi. 
Li Hongye blev arresteret i Yanshi i 1953 og fængslet i tredive år før han blev løsladt og kunne søge lægehjælp for en paralyse han havde udviklet. Han kom sig senere nok til at kunne genoptage sit arbejde. 
Han blev arresteret flere gange senere, blandt andet i 1994 og i 2001.
Fra 1980'erne og frem til sin død levede han under konstant overvågning eller husarrest.
Biskop Peter Li Hongye blev undergrundsbiskop af Luoyang i 1987 – et bispedømme som i 2010 havde 10.000 troende, samt 20 præster og 20 ordenssøstre.